# محمد قجة
محمد قجة (1358- 1445 هـ / 1939- 2024 م) باحث ومؤرِّخ سوري وكاتب أديب، مختص في الأدب والتاريخ والتراث العربي والسوري والحلبي. وهو الأمين العام لاحتفالية حلب عاصمة الثقافة الإسلامية. له عناية بحفظ (أرشفة) الكثير من التراث العربي في الأدب والتاريخ والموسيقا، ولا سيما الحياة الاجتماعية والشعبية في مدينة حلب.
سافر إلى شتى بلدان العالم في مهامَّ أدبية وعلمية، ورأَسَ الكثير من المؤتمرات والندَوات، ونال الكثير من الأوسمة وشهادات التقدير والتكريمات آخرها من رئاسة الجمهورية السورية.

## ولادته ونشأته
ولد محمد بن حسن قجة يوم الأحد 7 ذي القَعْدة 1358هـ الموافق 17 ديسمبر (كانون الأول) 1939م، لأسرة حلبية عريقة سكنت المدينة قبل أكثر من ست مئة عام في «حي قارلق» الشعبي، في منزل يعود إلى عام 1100 هجرية، كما هو مدون على جدرانه، والده كان من كبار تجار «جادة الخندق» ببيع المواد الأولية للبناء، لكنه في ذات الوقت كان رجلاً مطلعاً ومحباً للعلم والثقافة، وحرص على تعليمه وتحفيظه القرآن الكريم في السنوات الأولى من عمره مع تحفيزه على حضور الزوايا الهلالية. فكان ديوان المتنبّي المكتوب بخط اليد، الرفيق الأول لـ ”قجة“ الذي حفّز عنده حبّ الشعر والأدب والاطلاع على سير الملوك.
وبينما كان أقرانه من الأطفال يشترون الألعاب. كان “قجّة” يشتري الكتب ليبني مكتبة وصل حجمها لاحقاً إلى أكثر من 13 ألف كتاباً في التاريخ والفلسفة والعلوم الإنسانية المختلفة.

## دراسته وتحصيله
لم يكد “قجة” يصل إلى المرحلة الإعدادية حتى بدأ بكتابة الشعر. وتابع تعليمه الثانوي في مدارس حلب قبل أن يتوجّه إلى دمشق حيث نال الإجازة في اللغة العربية من كلية الآداب والعلوم الإنسانية في جامعة دمشق عام 1963. وحصل على الترتيب الأول ضمن الدفعة، ويذكر من أساتذته سعيد الأفغاني وأمجد الطرابلسي وعبد الكريم الأشتر وشاكر الفحام وغيرهم، وكما يقول «كل هؤلاء كانوا مراجع مهمين لنا ومنهم تعلمنا واقتبسنا الكثير من العلوم والمعرفة».
سافر في وقت لاحق إلى الجزائر حيث نال ماجستيراً في تاريخ الأندلس التي لطالما عبّر عن إعجابه بأيام عظمتها. واعترف الباحث السوري أنه لو كان سيختار عصراً ما ليعيش فيه، سيختار عصر قرطبة الأندلسية.

## وظائفه ومسؤولياته
كلف «القجة» بعد تخرجه بتدريس مادة اللغة العربية في مدارس «الباب» و«المعري»، وسمي مديراً «لثانوية المأمون» -التي كان طالباً فيها- أشهر مدارس عاصمة الشمال بين 1960 و1980. ونظراً لمكانة تلك المدرسة، أصدر عنها كتاباً توثيقياً بمناسبة مرور خمس وسبعين عاماً على تأسيسها، وشبهت مكانة المدرسة بـ«جامعة السوربون» الفرنسية لرفعة التعليم فيها وتخريج المتفوقين والمتألقين منها.

### جمعية العاديات
مع بزوغ نجم ومكانة الباحث «محمد قجة» في مدينة «حلب» انتسب لجمعية «العاديات» المتخصصة بالبحوث التاريخية والأثرية، وفاز بمنصب الرئاسة في عام 1994، وعمل على دعم وتنشيط الجمعية في مختلف الجوانب، ورفد المكتبة بعناوين جديدة حتى وصل عددها لأكثر من خمسة عشر ألف عنوان، وحرص على إصدار كتاب ومجلة فصلية عن نشاط الجمعية وتنظيم ندوات وحفلات موسيقية، اهتمت بتوثيق التراث الحلبي والأناشيد الوطنية، والقيام برحلات داخلية وخارجية للمواقع الأثرية مع إقامة المحاضرات الأسبوعية بالتعاون مع «جامعة حلب» وبقي فيها حتى عام 2019، ومع انتهاء مهامه منها تمت تسميته الرئيس الفخري للجمعية لها مدى الحياة.

### الأمين العام
ومن مهامه التي كلف بها الباحث «قجة» عند اختيار مدينة «حلب» في عام 2006 عاصمة الثقافة الإسلامية، حيث تمت تسميته أميناً عاماً لتلك الفعالية، وحرص خلال ذلك العام على إصدار مئة وثلاثة وسبعين كتاباً حول المدينة في مجالات الثقافة التاريخية والإسلامية والتراثية، وجرى تنظيم سبعة وعشرين مؤتمراً دولياً بمشاركة ألف باحث من مختلف أنحاء العالم، إلى جانب إقامة ست وعشرين ندوة محلية ومئات الأنشطة والمعارض والحفلات، مع كتابة وإلقاء كلمتي الافتتاح والختام، وتنظيم عمل مسرحي بعنوان «ضيف خاتون ملكة حلب» بالتعاون مع الراحل «وليد إخلاصي» و«محمد أبو معتوق»، وبحضور كبار الشخصيات الأدبية.

### مهام أدبية
كثيرة جداً المهام التي كلف بها الأديب «قجة» خلال رحلة حياته، ولعل من أبرزها تسميته مستشاراً لمنظمة اليونسكو في «سورية» لشؤون التراث اللا مادي عام 2010، ورئيس تحرير للجنة السجل الوطني للتراث الثقافي، وكذلك رئاسة تحرير مجلة التراث، وعضواً بلجنة ترميم الجامع الأموي بمدينة «حلب».
شكل الأديب «قجة»، علاقات واسعة مع كبار الأدباء العرب والمثقفين والفنانين والإعلاميين، أمثال «نجيب محفوظ» و«حسنين هيكل» و«جمال الغطاني» و«إسماعيل سراج الدين» و«يوسف زيدان» و«شوقي بنبين»، زار أغلب دول العالم وحضر مئة وأربعة وعشرين مؤتمراً، وفي جعبته مئات شهادات التقدير والأوسمة التي يصعب ذكرها، ومن أهمها تكريمه في مختلف الجامعات المحلية والعربية والعالمية، وكذلك نيله جائزة الدولة التقديرية عام 2016.

### اكتشاف منزل المتنبي
في عام 2010 خرج “قجّة” بدراسة قال خلالها أنه تمكّن من تحديد موقع منزل “المتنبي” في حلب. وقال أن المكان الذي تقع فيه المدرسة “الصلاحية” هو  نفسه المكان الذي كان قد أقيم فيه منزل “المتنبي”. مشيراً إلى أن وزارة الثقافة وافقت على تحويل المدرسة إلى متحف. لكن اندلاع الثورة السورية حال دون ذلك.

## مؤلفاته وآثاره
ألف محمد قجة ثلاثة وعشرين كتاباً، من أبرزها:
- «حلب مطلع القرن العشرين».
- «دمشق في عيون الشعراء».

وله أربعة عشر مؤلفاً بالتعاون مع أدباء آخرين، وكتب أحد عشر نصاً مسرحياً.
ونشرت أغلب الصحف المحلية والعربية دراساته النقدية والأدبية التي يُقدَّر عددها بثمان مئة دراسة، وألقى أكثر من ثلاث مئة محاضرة في الأدب والتاريخ والتراث على المنابر المحلية والعالمية.

## شهادات أدبية
قال الدكتور صلاح كزارة: الصديق العزيز "محمد قجة" الأديب العربي الحلبي الذي أحب مدينته وكتب عنها الكتب الكثيرة ونظم فيها الأشعار وألقى عنها المحاضرات، وترأس "جمعية العاديات" لسنوات طويلة حتى وصفه الكثيرون بأنه "قلعة حلب" الثانية، وهذا الوصف قليل ولا يفي بالعطاء الكبير والجهد الذي بذله في فعالية احتفالية "حلب عاصمة للثقافة الإسلامية"، فضلاً عن مؤلفاته الكثيرة عن التراث العربي قديماً وحديثاً مثل محطات أندلسية وشرح ديوان "ابن عربي"، والتصوف والتراث الموسيقي، وغير ذلك مما يجعل منه علماً من أعلام الأمة العربية والإسلامية ورمزاً من رموزها الكبار.
وقال الدكتور فايز الداية: يعدُّ الأستاذ الباحث "محمد قجة" قامة ثقافية وأدبية مرموقة، ومسيرته حافلة بالإنجازات، وله مؤلفات متنوعة قدمت زاداً طيباً، وله أيضاً إسهامات في المشهد الثقافي في مدينة "حلب"، وقد انعكس ذلك على مساحات كبيرة في "سورية" و"الوطن العربي"، عندما أشرف على فعاليات "حلب عاصمة الثقافة الإسلامية" التي تضمنت ما يشع في أبواب المعرفة والفنون من محاضرات وندوات ومهرجانات وكتباً تحمل التراث وتضيء على الواقع، وكان للأستاذ "قجة" دوره الفعال في نشاطات "جمعية العاديات" وساهم في تفعيل المؤسسات الثقافية المتعددة وتعاونها فيما بينها، ولا ننسى تنبهه لإحياء بيت المتنبي في "حلب".
وبين الأديب جابر الساجور مدير الثقافة بمدينة حلب: أن التكريم الرئاسي الأخير للباحث الأستاذ «محمد قجة»، هو تكريم لكل أبناء المدينة بشخص باحث كبير أغنى المكتبة العربية بعشرات الكتب والمؤلفات وبحضور لامع في المؤتمرات والمهرجانات العربية، كان ولا يزال له حضوره اللافت من خلال الدور الذي أنيط به بجمعية «العاديات» وأيام «حلب عاصمة الثقافة الإسلامية» بنشر العديد من الكتب والمطبوعات التي وثقت تاريخ المدينة الثقافي والاجتماعي والفني، يعدُّ مدرسة حقيقة للأجيال الناشئة.
وقال الأديب يوسف زيدان: الباحث العربي "محمد قجة" هو قيمة ثقافية كبيرة أعطى مدينته "حلب" التي عشقها، عمقاً ثقافياً وفنياً وحضارياً مميزاً على مستوى العالم وفي كل المنابر والمؤتمرات.

## وفاته
توفي محمد قجة في حلب صباح يوم الأربعاء 9 شوال 1445هـ الموافق 17 أبريل (نيسان) 2024م، عن عمر ناهز الخامسة والثمانين.، وصُلي عليه ظهرًا في جامع الإمام أبي حنيفة النعمان، ودُفن في مدافن العائلة في المقبرة الإسلامية الحديثة في حلب.

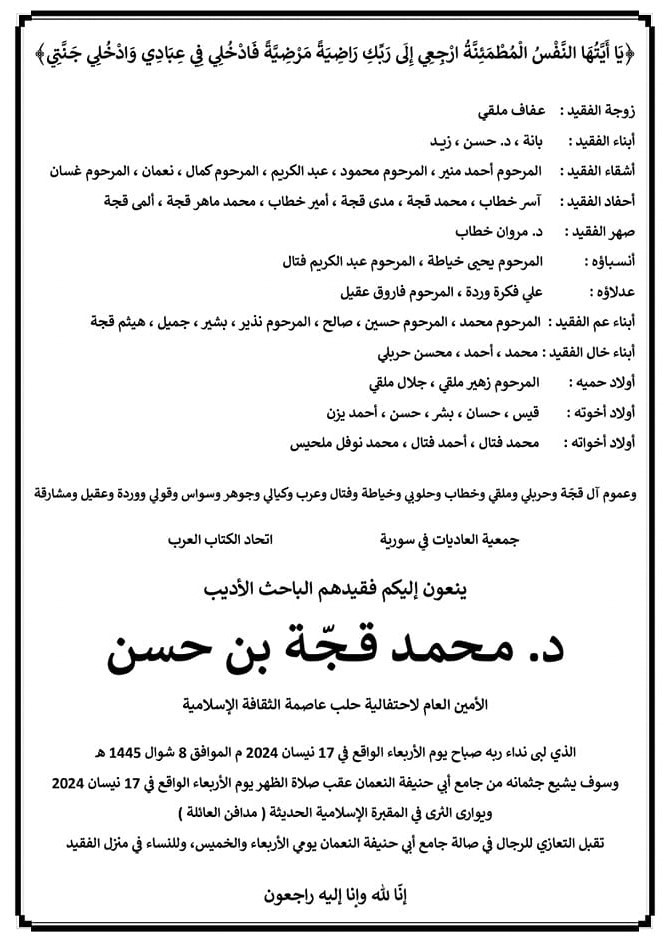
ورقة نعي محمد قجة

## وصلات خارجية
- محمد قجة على موقع أرشيف الشارخ.